# Lavsa
Lavsa (olaszul Laussa) egy lakatlan sziget az Adriai-tengerben, Horvátországban, a Kornati-szigetek tagja, a Kornati Nemzeti Park része.

## Fekvése
A külső szigetsorban fekszik, északnyugaton Piškera és Panitula Mala, délkeleten Gustac és Klobučar szigetei, északkeleten a Kornat-sziget, délnyugaton pedig a nyílt tenger határolja. Területe 1,78 km². Hosszúsága és szélessége is mintegy 1,5 km. Legmagasabb pontja 111 m, a tagolatlan tengerpart 9,3 km hosszú. Az időszakosan lakott Lavsa település (mindössze 12 ház) a mélyen benyúló öbölben található. Az öböl 1,1 km hosszan nyúlik a sziget belsejébe, majdnem két szigetre osztva azt. Itt található a sziget termékeny mezeje is, ahol olajbogyót, szőlőt termesztenek. A sziget partjánál, a tenger alatt egy római sólepárló maradványai találhatók. A szigeten voltak sóraktárak is.

## Nevezetességei
A sziget Lavsa-öblének alján, körülbelül 50 centiméteres mélységben, megfelelő rétegű kövekből, bőséges habarcs kötőanyaggal épített falmaradványok találhatók. Két vagy három sor kő maradt fenn. Ezek nagy valószínűséggel egy ősi épület maradványai.

## Fordítás
Ez a szócikk részben vagy egészben  a   Lavsa című horvát Wikipédia-szócikk ezen változatának fordításán alapul.  Az eredeti cikk szerkesztőit annak laptörténete sorolja fel. Ez a jelzés csupán a megfogalmazás eredetét és a szerzői jogokat jelzi, nem szolgál a cikkben szereplő információk forrásmegjelöléseként.